# Antoaneta Frenkeva
Antoaneta Frenkeva (n. 24 august 1971, Smolean, Smolean, Bulgaria) este o înotătoare bulgară, medaliată olimpică. A participat la o ediție a Jocurilor Olimpice (1988) în care a câștigat o medalie de argint și o medalie de bronz.